# Ismael Vázquez Virreira
Ismael Vázquez Virreira fue un abogado, orador y político boliviano, nacido en la Ciudad de Cochabamba el 26 de septiembre de 1865.
Entre los cargos que ocuparía están: Diputado por Cochabamba en 1896, Ministro plenipotenciario en Venezuela en 1911, Ministro de Justicia e Industria en 1915.
Fue elegido Primer vicepresidente de Bolivia en 1917 en la gestión del Dr. José Gutiérrez Guerra. Asimismo, ocuparía el cargo de Ministro de Gobierno en esa misma administración.
Fue reputado como uno de los más notables oradores de su tiempo en Bolivia. Son famosos sus discursos pronunciados en la convención Nacional de 1899, defendiendo el proyecto de implantación del sistema federal, además de ser un escritor elegante y fluido, siendo colaborador en varios artículos de investigación periodística.
Falleció en Cochabamba el 4 de septiembre de 1930.